# Arca Dados
O Arca Dados é o repositório oficial de dados para pesquisa da Fiocruz, com a missão de ser a plataforma para arquivar, publicar, disseminar, preservar e compartilhar os dados digitais gerados pela comunidade Fiocruz e/ou em colaboração com outros institutos ou órgãos de pesquisa, sempre conforme os princípios FAIR (Findability, Accessibility, Interoperability, and Reusability), que asseguram a encontrabilidade, acessibilidade, interoperabilidade e reutilização dos dados. Tem o objetivo de fomentar novas pesquisas, garantir a reprodutibilidade de pesquisas existentes e promover uma Ciência Aberta e Cidadã..
Desde 2017, a Fiocruz vem ampliando o debate no âmbito da Ciência Aberta, com ênfase na gestão, compartilhamento e abertura de dados para pesquisa, delineando estratégias para estabelecer estruturas, processos e normas para a gestão dos dados oriundos das pesquisas científicas na Instituição.
Um desses resultados é a “Política de gestão, compartilhamento e abertura de dados para pesquisa: princípios e diretrizes”, lançada em 2020, que traz orientações para que os dados para pesquisa, como bens públicos, sejam disponibilizados de forma aberta, ética, íntegra, acessível, de maneira oportuna e responsável, considerando as políticas estratégicas da pesquisa científica nacional, os interesses institucionais e as normas regulatórias vigentes.
No aspecto prático, se tornou fundamental consolidar uma infraestrutura tecnológica para a implantação do Repositório de Dados de Pesquisa da Fiocruz – Arca Dados, uma plataforma para a gestão, compartilhamento, abertura e preservação dos dados para pesquisa produzidos pela Fiocruz, cujo desenvolvimento se deu a partir de 2019, a partir de um projeto-piloto, desenvolvido em duas fases.
Em 13 setembro de 2023, a portaria no. 867/Fiocruz institui o Arca Dados como repositório institucional de Dados para pesquisa.
Entre os dias 27 e 29 de novembro em Brasília, aconteceu a  6ª edição da Feira de Soluções para a Saúde, que teve como tema a “Transformação Digital na Saúde”. O objetivo da feira foi encontrar soluções inovadoras digitais voltadas para a rede pública e ser um espaço de troca de experiência entre pessoas que participam de iniciavas de transformação digital na área de saúde. O Arca Dados foi premiado durante a feira de soluções inovadoras. Recebeu o segundo lugar do Prêmio Transformação Digital 2023 na categoria “Políticas públicas de saúde digital no SUS”, bem como Menção Honrosa. 
Em 2024, o repositório conquistou o selo do CoreTrustSeal, uma importante certificação internacional que atesta sua confiabilidade como fonte confiável de dados, sendo o primeiro repositório de dados da América Latina a obter essa distinção.
Em novembro de 2024, o repositório recebeu o prêmio Reconhecimento à Fiocruz por ser a primeira instituição brasileira a conquistar o CoreTrustSeal. A premiação foi entregue durante o seminário "A tecnologia da Informação como aliada da comunicação científica", que celebrou os 24 anos do Portal de Periódicos da CAPES. 